# George Kelling
George Lee Kelling (Milwaukee, 21 de agosto de 1935 — Hanover, 15 de maio de 2019) foi um professor americano criminologista, ele foi um dos criadores da teoria das janelas quebradas. Em maio de 2019, com a idade de 83 anos, ele faleceu em decorrência de câncer.